# アムラックス

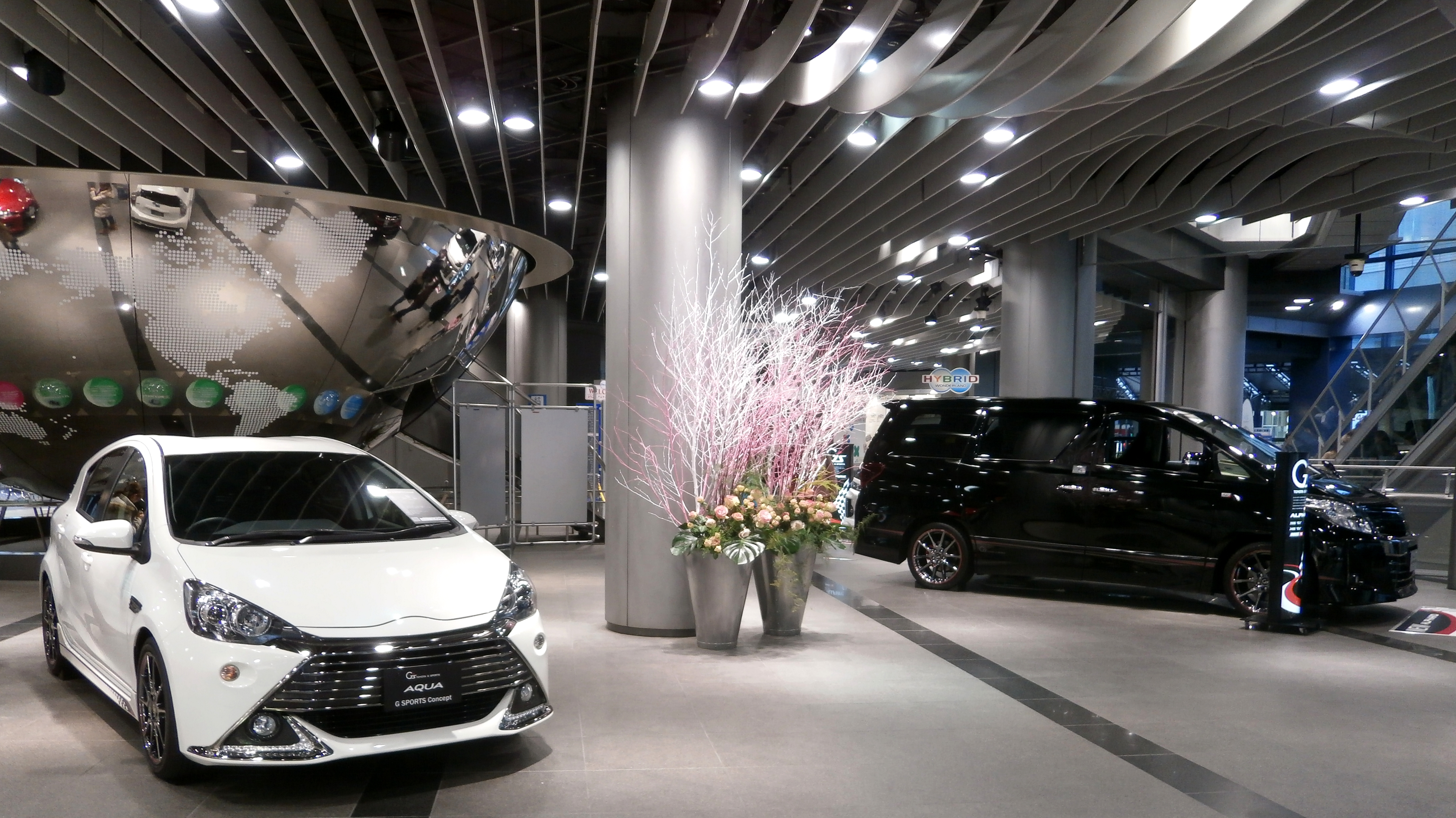
アムラックス東京 1階

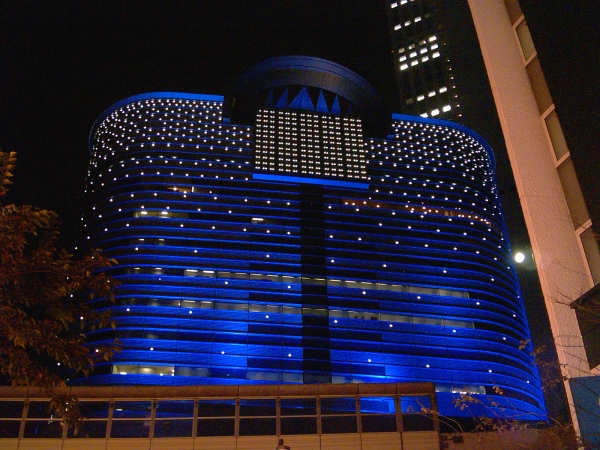
アムラックス東京・夜景

アムラックス (AMLUX) は、東京都豊島区東池袋でアムラックストヨタが運営していたトヨタ自動車の展示ショールーム。2013年12月23日をもって営業を終了した。正式名称はトヨタ オートサロン アムラックス東京（TOYOTA AUTOSALON AMLUX TOKYO）。全体の正式名称はトヨタ自動車池袋ビルだった。名称の「AMLUX」は“AUTOMOBILE”（車）と“LUXE”（優雅）の合成語からなる。
2019年3月、サンシャインシティが親会社の三菱地所との共同でビルを取得。ビル名はサンシャインシティ アネックスに改められている。

## 概要
トヨタが、地下3階・地上14階の複合ビルを建設し、1990年9月25日、地下2階・地上5階部分にアムラックス東京を開設する。運営は孫会社のアムラックストヨタが担った。上層部はオフィスとして使用された。
「見る」「乗る」「相談する」「楽しむ」のキーワードを元に、新型車・モデルチェンジ車を中心に多くのトヨタ車を系列販売店の枠組みに関係なく展示(レクサス車は除く)。コンセプトカーなど、実車以外の展示物も多かった。またF1やフォーミュラ・ニッポン、SUPER GT、世界ラリー選手権などに参戦するレース用車両の展示や、F1のパブリックビューイング、それらに参加するレーシングドライバーのトークショーなど、モータースポーツ関連のイベントも開催していた。
展示車両のあるフロアごとにカウンターがあり、カタログの受領も可能だった。ただし1、2、4ナンバーの商用車（プロボックス、ハイエースなど乗用車登録モデルが存在する車種は除く）、センチュリー、レクサス車のカタログは受領できなかった。また、コンサルティングスタッフのアムラックスミレル(1999年以前はアムラックスレディ)が自動車に関する相談にも応じていた。
しかし、首都圏におけるトヨタのブランド認知度の向上などで一定の成果を上げ、役割を終えたと判断したとして、2013年12月23日をもって閉鎖された。これを受け、ショールーム機能は江東区青海のパレットタウン内にあるMEGAWEBに集約された。なお、1993年7月に大阪・梅田のOSビルにアムラックス大阪も開設するが、こちらはアムラックス東京に先立って、2003年6月で閉鎖されている。
閉鎖後、ゼビオホールディングスが1階と地下1階を賃借し、2015年12月11日、「ゼビオスポーツエクスプレス」と「ヴィクトリアゴルフ」、アウトドアライフスタイルとウインタースポーツの「エルブレス」の3つで構成される「Victoriaスポーツモール池袋東口店」を出店した。その後、2022年10月に「スーパースポーツ Victoria池袋サンシャインシティ店」に移転する形で閉店。
また、アインファーマシーズが運営するアインズ&トルペ東池袋店が2018年8月3日にB1階に出店するも、2020年8月に閉店になった。

### サンシャインシティ アネックス
2019年3月26日、隣接するサンシャインシティが親会社の三菱地所との共同で、トヨタ自動車池袋ビルの土地と建物を取得した。これに伴い、名称は「サンシャインシティ アネックス」に改められた。
2025年7月28日、アニメ「ちいかわ」の世界を表現した大型体験型施設「ちいかわパーク」がオープンした。

## 各階の様子

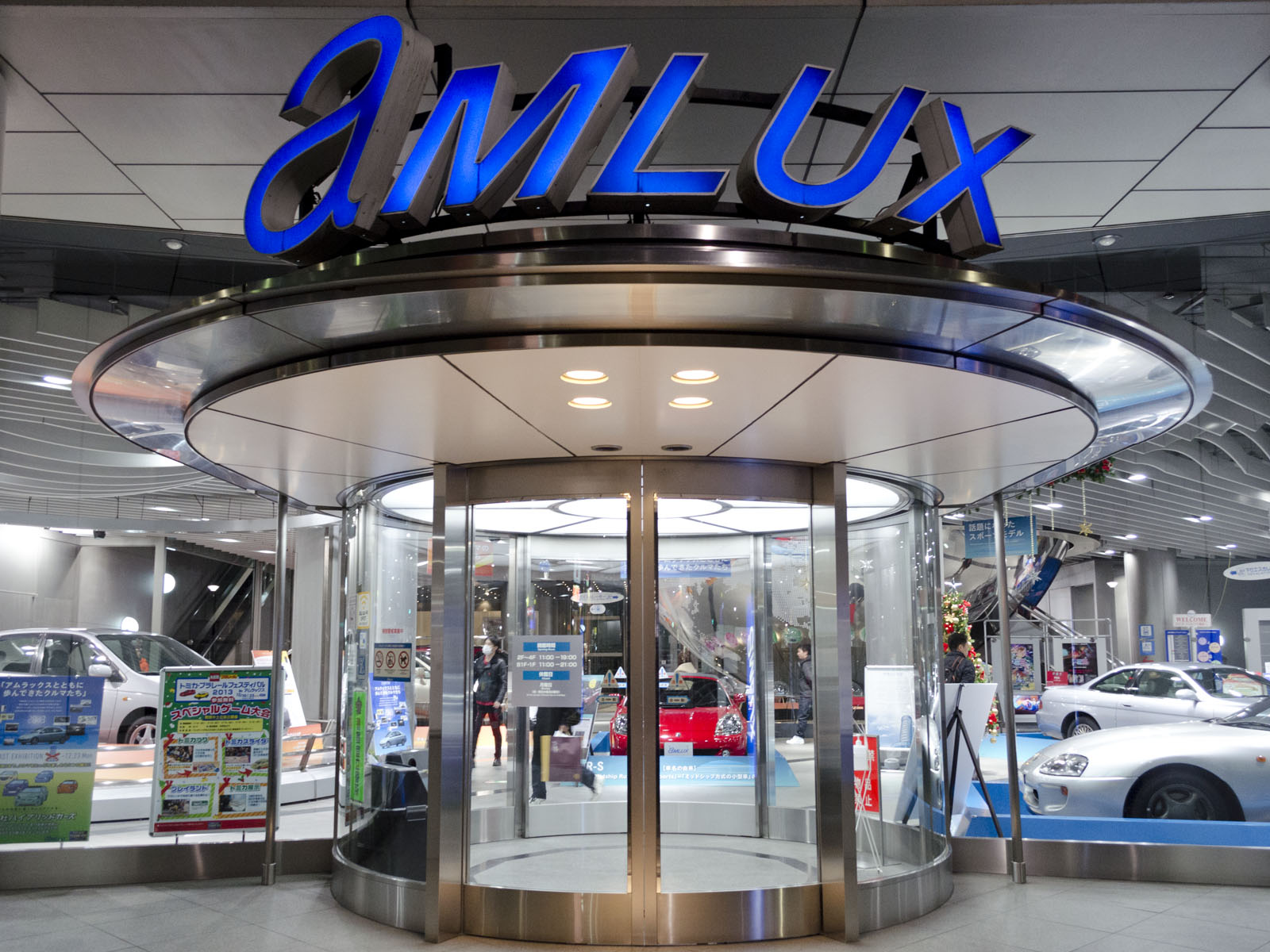
1階入口
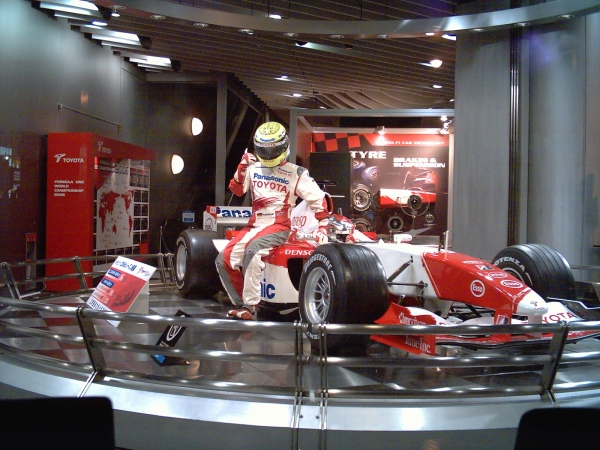
1階ターンテーブル
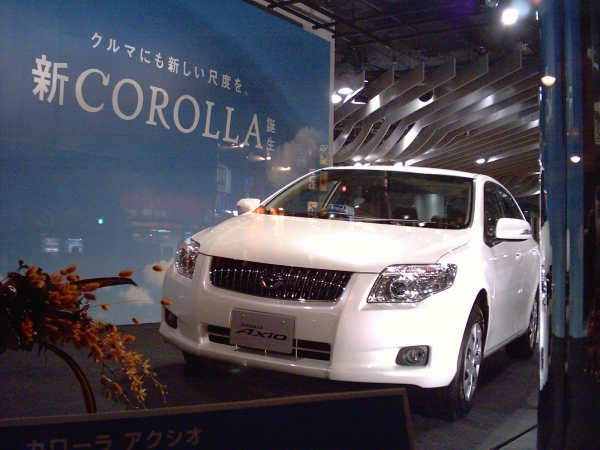
1階ショーウインドウ
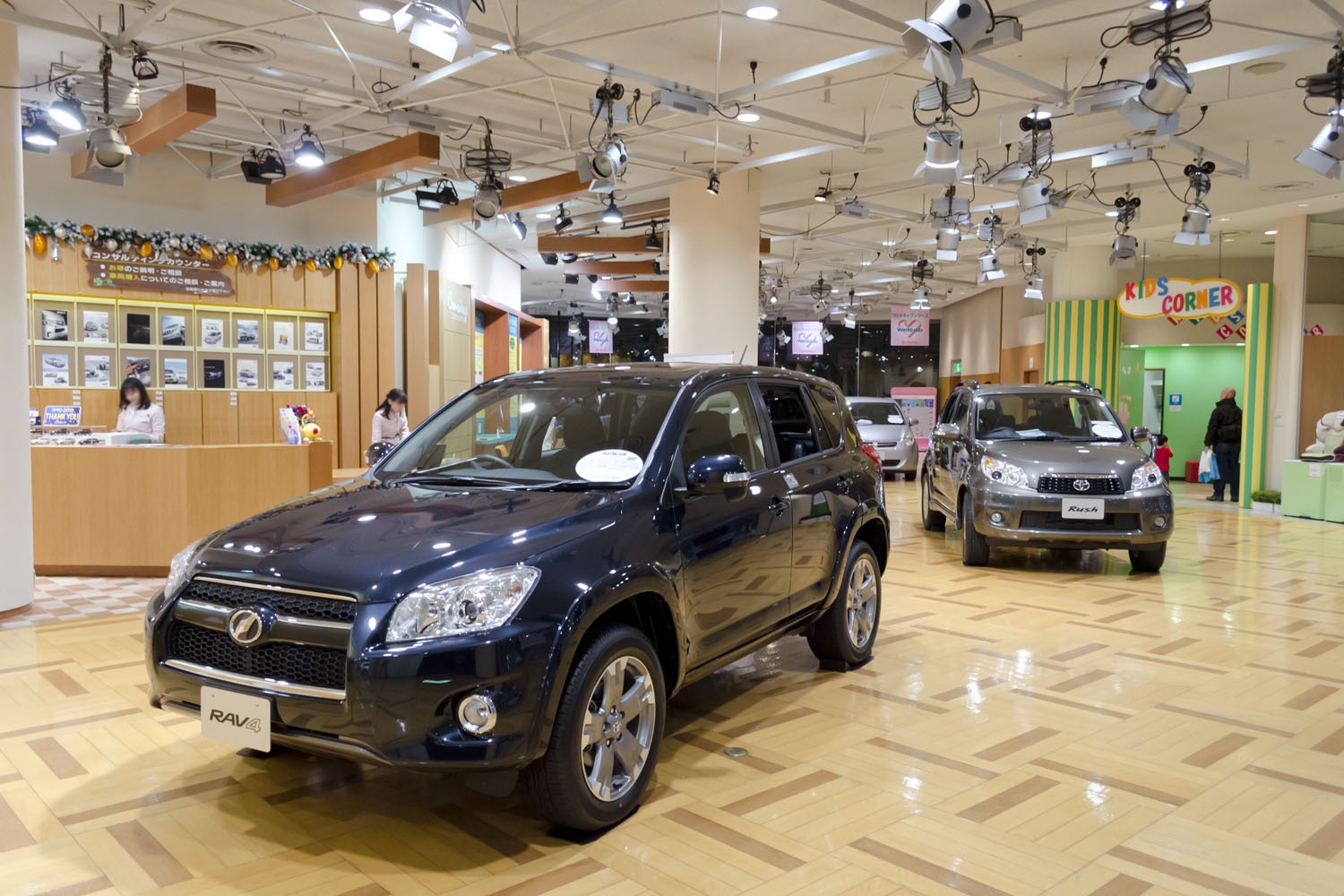
2階
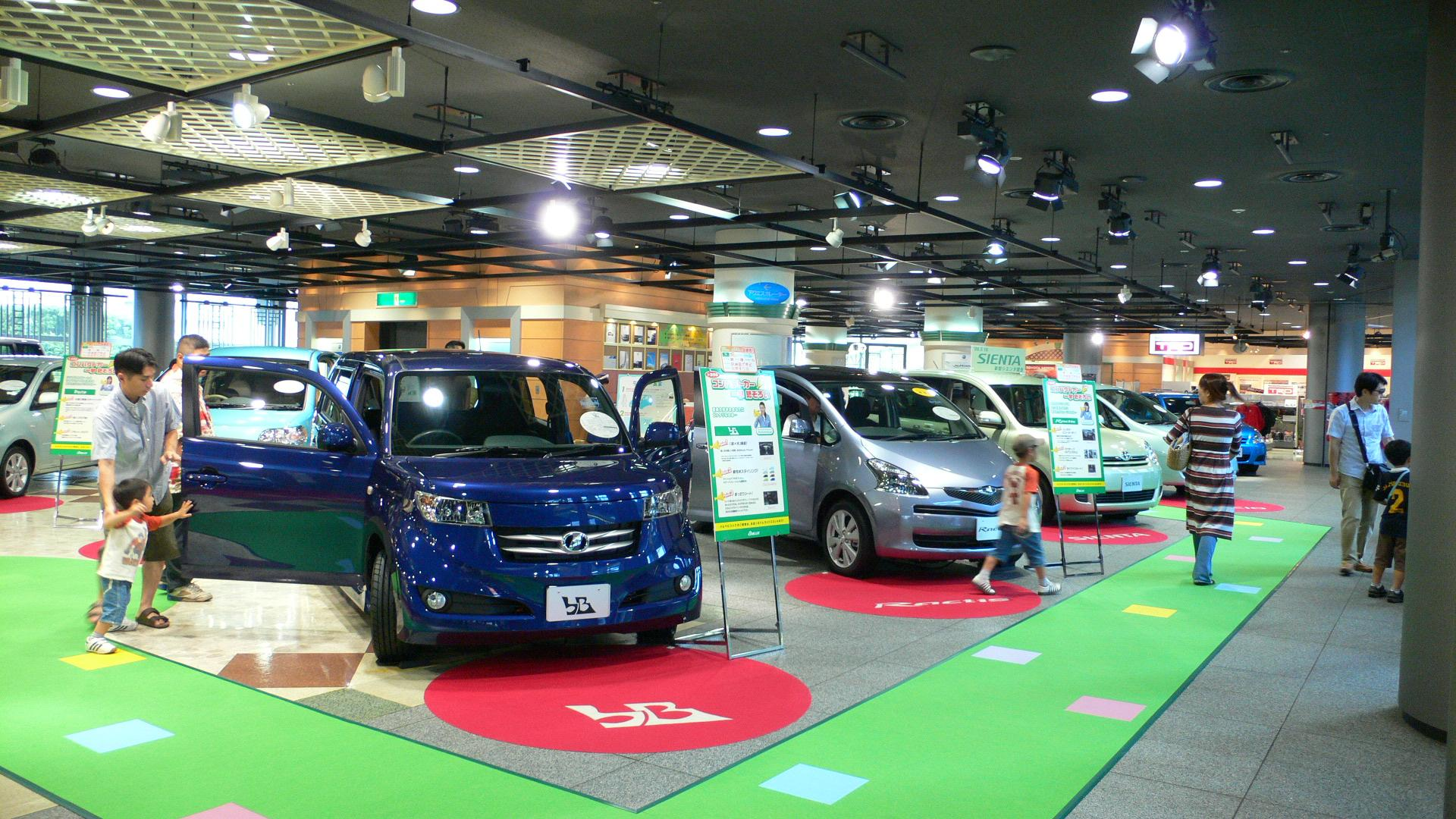
3階
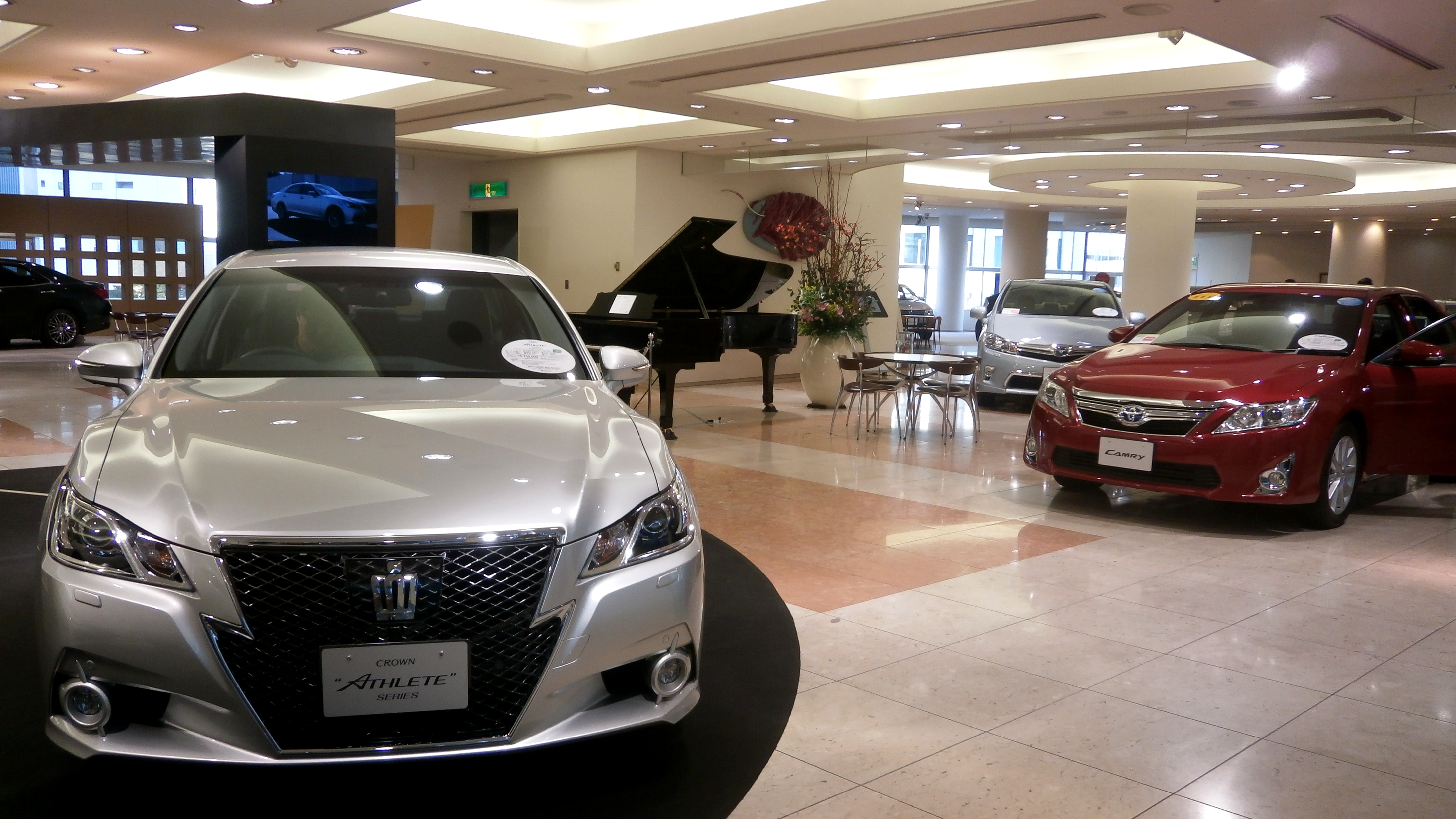
4階